# Rue de Mogador
Rue de Mogador (Mogadorská ulice) je ulice v Paříži. Nachází se v 9. obvodu. Je známá z francouzské literatury, neboť v této ulici bydlí soukromý detektiv Nestor Burma, literární postava spisovatele Léo Maleta. Mogador je portugalský název marockého města As-Sawíra, které 15. srpna 1844 dobyli Francouzi.

## Poloha
Ulice vede od křižovatky s Boulevardem Haussmann a končí u Rue Saint-Lazare na Place d'Estienne d'Orves. Ulice je orientována z jihu na sever.

## Historie
Ulice byla otevřena 11. prosince 1845 mezi Boulevardem Haussmann a Rue de Provence, 30. října 1894 mezi Rue de Provence a Rue Joubert, 16. února 1900 mezi Rue Joubert a Rue de la Victoire a 13. května 1899 mezi Rue de la Victoire a Rue Saint-Lazare.
V září 1909 zde byla zřízena první jednosměrná ulice v Paříži.